# John Gill Shorter
John Gill Shorter (23 de Abril de 1818 – 29 de Maio de 1872) foi um político americano que exerceu como o 17º Governador do Alabama de 1861 até 1863. Antes de assumir o governo, Shorter foi Delegado do Alabama no Congresso Provisório dos Estados Confederados de Fevereiro de 1861 a Dezembro de 1861.

## Biografia
John Gill Shorter nasceu no dia 23 de Abril de 1818, em Monticello, Geórgia. A história registra-o como um membro do ramo de agricultores e um secessionista ferrenho. Durante seu mandato, Shorter enviou tropas estaduais para o Condado de Randolph e outros condados para resistir ao esforço de guerra. Nas eleições de 1863, foi derrotado por Thomas H. Watts por três votos a um. Shorter morreu no dia 29 de Maio de 1872 em Eufaula, Alabama.

## Leia mais
- History of the University of Georgia, Thomas Walter Reed,  Imprint:  Athens, Georgia : University of Georgia, ca. 1949 p.392